# Patrick Posipal
Patrick Posipal (* 3. März 1988 in Braunschweig) ist ein deutscher Fußballspieler, der ab der Saison 2019 beim VfB Oldenburg spielt. Er ist der Sohn von Peer Posipal und der Enkel des Weltmeisters von 1954 Josef Posipal.

## Karriere
Posipal spielte im Jugendbereich zunächst für den TSV Winsen (Luhe), bevor er 2005 in die Jugend des Hamburger Sportvereins wechselte. Zur Saison 2008/09 wechselte er zum TuS Heeslingen in die Oberliga Niedersachsen. Nach weiteren Stationen beim FC Oberneuland, TSV Havelse und LSK Hansa wechselte er im Juli 2015 zum Regionalligisten SV Meppen, mit dem er am Ende der Saison 2016/17 in die dritte Liga aufstieg. Dort hatte er am 29. Juli 2017 im Spiel gegen Preußen Münster seinen ersten Einsatz im Profifußball, als er in der 80. Minute für Janik Jesgarzewski eingewechselt wurde. Sein zum Ende der Drittligasaison 2018/19 auslaufender Vertrag bei den Emsländern wurde nicht verlängert und er schloss sich dem Regionalligisten VfB Oldenburg an.

## Erfolge
SV Meppen
- Aufstieg in die 3. Liga 2017